# 程怀直
程怀直（752年—800年），唐朝定州安喜人。横海节度使程日华的儿子。
贞元四年（788年），程日华去世，程怀直以河朔旧例，自行执掌留后事务。贞元五年（789年）二月二十五日，唐德宗任命横海留后程怀直为权知沧州刺史、沧州观察使。程怀直请求在辖区内将分弓高、东光、景城三县设置景州，求朝廷任命刺史。河朔刺史不被朝廷任命三十年，唐德宗高兴地说：“三十年来，没有过这种事了！”于是，任命员外郎徐申为景州刺史。升横海军为节度，擢程怀直为检校工部尚书、兼御史大夫、节度留后。后来，正授节度观察使。贞元十年（794年）程怀直入京朝见，德宗给与优厚的赏赐，包括大第、宫女，晋升为检校尚书右仆射，然后打发他回到沧州。贞元十一年（795年）程怀直不肯体恤士兵，军士不胜寒馁，在野外打猎，数日不返。程怀直的堂兄程怀信担任兵马使，趁着大家不满，便关闭城门，不让程怀直进城，程怀直只好逃回京城。十月十四日，德宗任命虔王李諒为节度使，程怀信为横海留后。德宗以程怀直依前检校右仆射，兼右龙武军统军，赐安业里甲第，妓女一人。次年，程怀信为节度使。贞元十六年（800年），程怀直去世，年四十岁，废朝一日，赠扬州大都督。